# Petting (település)
Petting település Németországban, azon belül Bajorországban. Lakosainak száma 2396 fő (2023. december 31.).

## Népesség
A település népessége az elmúlt években az alábbi módon változott:
| Lakosok száma | 721  | 1293 | 1766 | 1891 | 2279 | 2287 | 2343 | 2327 | 2339 | 2396 |
|               | 1875 | 1950 | 1975 | 1987 | 2012 | 2014 | 2016 | 2017 | 2021 | 2023 |